# Селезньов Павло Олексійович
Павло Олексійович Селезньов (? — ?) — український радянський діяч, майстер прокатного стану Маріупольського металургійного заводу імені Ілліча Сталінської (Донецької) області. Депутат Верховної Ради СРСР 2-го скликання.

## Життєпис
Працював прокатником на Маріупольському металургійному заводі імені Ілліча Донецької області. На 1939 рік — начальник зміни Маріупольського металургійного заводу імені Ілліча.
Член ВКП(б).
Під час німецько-радянської війни перебував в евакуації, працював майстром прокатного стану Нижньо-Тагільського металургійного заводу № 183 Свердловської області РРФСР.
З 1945 року — майстер прокатного стану Маріупольського металургійного заводу імені Ілліча Сталінської (Донецької) області.
Потім — на пенсії.

## Нагороди
- орден Леніна (29.03.1939)
- медалі